# 精华女子短期大学
精华女子短期大学（日语：／ Seika Joshi Tanki Daigaku *），简称精短，是一所位于日本福冈县福冈市博多区的私立短期大学。

## 概要

### 简介
- 学校最早可以追溯到1909年[1]。短期大学为于1967年开办[1]、由学校法人精华学园经营、教育的基础是佛教[2]。

### 历史
- 1967年 精华女子短期大学成立并同时设置一个学科即家政科（家政专攻、食物营养专攻）[1]。
- 1970年 专科家政专攻成立（停办于2003年）[3]。
- 1971年 幼儿教育科成立[4]。
- 1990年 家政科改名为生活科学科、家政专攻改编为生活科学专攻[4]。
- 2003年 生活科学科生活科学专攻改名为生活总合商务专攻[注 1][4]。保育福利专攻成立在专科[3]。
- 2004年 幼儿教育科改名为幼儿保育学科[4]。

### 宪章
- 请参看精华女子短期大学的标志 （页面存档备份，存于） （日語） 2014年2月9日阅览。

## 学校环境
- 校区：在福冈县福冈市博多区

## 历任校长
- 户田忠雄：第一代短期大学校长[5]。
- 井上雅弘：现在短期大学校长[6]

## 组织

### 学科
- 生活科学科
  - 生活总合商务专攻[注 1]
  - 食物营养专攻
- 幼儿保育学科

### 专科
| - 保育福利专攻：男女同校 |

### 业余课程
| - 没有 |

### 附属机关
| - 图书馆 |

## 相关链接
- 日本短期大学列表